# Fronda
Frónda je bilo v zgodovini politično gibanje ali tudi državljanska vojna v Franciji sredi 17. stoletja. Gibanje višjega francoskega plemstva in francoskega parlamenta je v letih 1648 do 1653 nasprotovalo vladi kardinala Mazarina (Ludvik XIV. je bil še otrok) in absolutizmu. 
Beseda »fronde« pomeni v francoščini frača. Pariške množice so namreč s kamni obmetavale okna, ki so pripadala privržencem kardinala Mazarina.